# Pioscelus costaricensis
Pioscelus costaricensis är en stekelart som först beskrevs av Marsh 2002.  Pioscelus costaricensis ingår i släktet Pioscelus och familjen bracksteklar. Inga underarter finns listade i Catalogue of Life.